# VeggieTales
VeggieTales (dosłownie Warzywne Opowieści) – amerykańska seria filmów generowanych komputerowo, których bohaterami są antropomorficzne owoce i warzywa, opowiadające i odgrywające historie, które przekazują motywy moralne oparte na Biblii i kulturze chrześcijańskiej. Franczyza oprócz filmów i seriali, obejmuje też książki, komiksy, gry.
Poszczególne odcinki opowiadają i odtwarzają historie biblijne, zawierając jednocześnie komediowe odniesienia do kultury popularnej. Niekiedy opowiadają znane historie, a czasami oryginalne historie z samego serialu.
VeggieTales zostało stworzone przez Phila Vischera i Mike'a Nawrockiego, którzy również zapewniają głosy różnym postaciom. Seria skierowana jest do dzieci w wieku od 3 lat.

## Historia powstania serii
VeggieTales zostało stworzone przez Phila Vischera i Mike'a Nawrockiego za pośrednictwem firmy produkcyjnej Big Idea Entertainment. Jej ogólnym celem jest przekazanie chrześcijańskich motywów moralnych oraz nauczanie dzieci biblijnych wartości. Vischer opracował pomysł na VeggieTales na początku lat 90., testując oprogramowanie do animacji jako medium dla filmów dla dzieci. Ze względu na ówczesne ograniczenia programu do animacji Softimage 3D, Vischer zdecydował się uniknąć technicznej przeszkody produkcyjnej związanej z projektowaniem postaci z rękami, nogami, włosami i ubraniami. Pierwszym modelem animacji dla VeggieTales był antropomorficzny batonik. Dalsza inspiracja pochodziła od żony Vischera, która zasugerowała, że rodzice grupy docelowej mogą woleć postać promującą zdrowsze nawyki żywieniowe. Następnie Vischer zaczął projektować postacie na podstawie owoców i warzyw.

## Postacie
Kreskówki VeggieTales to teleplaye, w których różne warzywa i owoce mieszkają razem na tym samym kuchennym blacie. Niektóre z tych postaci mają „prawdziwe imiona” i przyjmują różne role w programach telewizyjnych. Większość z tych „stałych postaci”, takich jak Larry, Bob, Junior Szparag, Archibald Szparag, Pa Grape, Jimmy i Jerry, pojawiła się w najwcześniejszych filmach.

## VeggieTales (1993–2015) - filmy wideo
- 1993: Where's God When I'm S-Scared?
- 1994:	God Wants Me to Forgive Them!?!
- 1995: Are You My Neighbor?
- 1995:	Rack, Shack & Benny	Rack, Shack og Benny
- 1996:	Dave and the Giant Pickle
- 1996: The Toy That Saved Christmas
- 1997:	Very Silly Songs!
- 1997:	Larry-Boy! and the Fib from Outer Space!
- 1997: Josh and the Big Wall!
- 1998:	Madame Blueberry
- 1998:	The End of Silliness?
- 1999:	Larry-Boy and the Rumor Weed
- 2000:	King George and the Ducky
- 2000:	Esther... The Girl Who Became Queen
- 2001:	Lyle the Kindly Viking
- 2001:	The Ultimate Silly Song Countdown
- 2002:	Jonah Sing-Along Songs and More!
- 2002:	The Star of Christmas
- 2003: The Wonderful World of Auto-Tainment!
- 2003	The Ballad of Little Joe
- 2004:	An Easter Carol	En påskefortelling
- 2004:	A Snoodle's Tale
- 2004:	Sumo of the Opera
- 2005: Duke and the Great Pie War
- 2005: Minnesota Cuke and the Search for Samson's Hairbrush
- 2005:	Lord of the Beans
- 2006:	Sheerluck Holmes and the Golden Ruler
- 2006:	LarryBoy and the Bad Apple
- 2006: Gideon: Tuba Warrior
- 2007:	Moe and the Big Exit
- 2007: The Wonderful Wizard of Ha's
- 2008: Tomato Sawyer and Huckleberry Larry's Big River Rescue
- 2009:	Abe and the Amazing Promise
- 2009:	Minnesota Cuke and the Search for Noah's Umbrella
- 2009:	Saint Nicholas: A Story of Joyful Giving
- 2010:	Pistachio: The Little Boy That Woodn't
- 2010:	Sweetpea Beauty
- 2010	It's a Meaningful Life
- 2011:	'Twas The Night Before Easter
- 2011:	Princess and the Popstar
- 2011:	The Little Drummer Boy
- 2012:	Robin Good and His Not-So-Merry
- 2012: The Penniless Princess
- 2012:	The League of Incredible Vegetables
- 2013:	The Little House That Stood
- 2013:	MacLarry and the Stinky Cheese Battle
- 2014: Veggies in Space: The Fennel Frontier
- 2014:	Celery Night Fever
- 2014:	Beauty and the Beet
- 2015:	Noah's Ark

## Larryboy: The Cartoon Adventures (2002–03) - filmy wideo
- Larryboy and the Angry Eyebrows
- Leggo My Ego!
- The Yodelnapper!
- The Good, The Bad and the Eggly

## Seriale telewizyjne
- Warzywne opowieści: W domu (VeggieTales in the House) (2014–16)[1]
- VeggieTales in the City (2017)
- The VeggieTales Show (2019–22)

## Filmy kinowe
- Wieloryb i piraci (Jonah: A VeggieTales Movie)[2] (2002)
- Warzywne opowieści: Piraci, którzy nic nie robią (Pirates Who Don't Do Anything: A VeggieTales Movie)[3] (2008)